# 요시자와 아키라

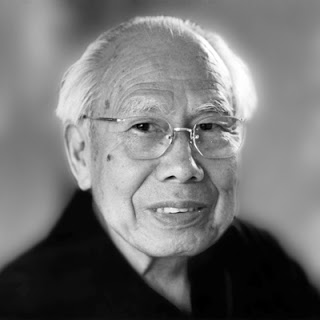
요시자와 아키라

요시자와 아키라(吉澤章, 1911년 3월 14일 ~ 2005년 3월 14일)는 일본의 종이접기 전문가이다. 수 많은 종이접기를 개발하여 전 세계에 종이접기를 알린 것으로 유명하다. 1989년에 만들어진 자신의 추정에 따르면, 그는 50,000개 이상의 모델을 만들었고, 그 중 단지 수백 개의 디자인만이 그의 18권의 책에서 다이어그램으로 제시되었다. 요시자와는 경력 전반에 걸쳐 일본의 국제 문화 대사로 활동했다. 1983년 히로히토 천황은 그에게 일본 최고의 영예 중 하나인 욱일훈장 5급을 수여했다.